# Richard Russo
Richard Russo (nascut el 1949) és un escriptor estatunidenc i professor universitari, guanyador del Premi Pulitzer d'Obres de Ficció 2002. Algunes de les seves novel·les han estat adaptades al cinema pel seu èxit i traduïdes a diversos idiomes.

## Obres més destacades
- 1986 Mohawk
- 1988 The Risk Pool
- 1993 Nobody's Fool - protagonitzada al cinema per Paul Newman
- 1997 Straight Man
- 2001 Empire Falls
- 2002 The Whore's Child and Other Stories
- 2007 Bridge of Sighs
- 2009 That Old Cape Magic